# Найдеш (комуна)
Найдеш (рум. Naidăș) — комуна у повіті Караш-Северін в Румунії. До складу комуни входять такі села (дані про населення за 2002 рік):
- Лесковіца (356 осіб)
- Найдеш (958 осіб)

Комуна розташована на відстані 359 км на захід від Бухареста, 52 км на південний захід від Решиці, 101 км на південь від Тімішоари.

## Населення
За даними перепису населення 2002 року у комуні проживали 1314 осіб.
Національний склад населення комуни:
| Національність | Кількість осіб | Відсоток |
| -------------- | -------------- | -------- |
| румуни         | 1267           | 96,4%    |
| серби          | 38             | 2,9%     |
| німці          | 4              | 0,3%     |
| українці       | 3              | 0,2%     |
| угорці         | 2              | 0,2%     |

Рідною мовою назвали:
| Мова       | Кількість осіб | Відсоток |
| ---------- | -------------- | -------- |
| румунська  | 1297           | 98,7%    |
| сербська   | 7              | 0,5%     |
| німецька   | 4              | 0,3%     |
| українська | 3              | 0,2%     |
| угорська   | 2              | 0,2%     |
| російська  | 1              | 0,1%     |

Склад населення комуни за віросповіданням:
| Релігія       | Кількість осіб | Відсоток |
| ------------- | -------------- | -------- |
| православні   | 1116           | 84,9%    |
| баптисти      | 107            | 8,1%     |
| п'ятдесятники | 88             | 6,7%     |
| римо-католики | 2              | 0,2%     |
| лютерани      | 1              | 0,1%     |